# Alvin E. Roth

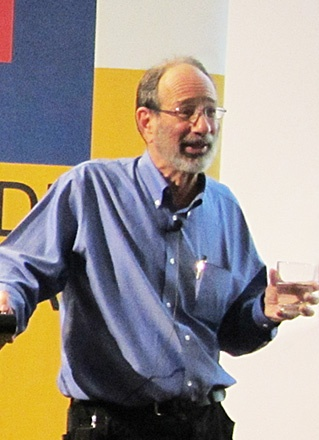
Alvin E. Roth 2012-ben

Alvin Elliot Roth (New York, New York, 1951. december 18. –) Nobel-emlékdíjas amerikai közgazdász. 2012-ben Lloyd Shapley-vel közösen megkapták a Közgazdasági Nobel-emlékdíjat a stabil elosztás elméletéről és a piactervezés gyakorlatáról szóló munkásságukért.

## Életpálya
1971-ben operációkutatásból diplomázott a Columbia Egyetemen. 1973-1974 között Stanford Egyetemen végzett tudományos munkásságának eredményeként operációs elméletből doktorált (PhD). Egyetemi tanárként az Illinoisi Egyetemen tanított. 1982-ben a Pittsburghi Egyetem közgazdaságtan professzora lett. 1998-ban a Harvard Egyetem tanára. 2012-ben visszatért a Stanford Egyetemre. 2013-tól a Harvard Egyetem professzora lesz.

## Kutatási területei
Munkásságával jelentősen hozzájárult a játékelmélet, a piaci tervezés és kísérleti közgazdaságtan területeihez. Kutatásaiban különös hangsúlyt helyezett valós életbeli problémák közgazdasági elmélet alkalmazása általi megoldására.

## Írásai
Tudományos munkásságának irodalmi gyűjteménye a Duke Egyetem Rubenstein Könyvtárában van elhelyezve. Több mint 70 cikket tett nyilvánossá különböző folyóiratokban.
Könyvei:
- 1979. Axiomatic Models of Bargaining, Lecture Notes in Economics and Mathematical Systems. Springer Verlag
- 1985. Game-Theoretic Models of Bargaining, (szerk.) Cambridge University Press, 1985.
- 1987. Laboratory Experimentation in Economics: Six Points of View. (Szerk.), Cambridge University Press. (Kínai fordítás, 2008)
- 1988. The Shapley Value: Essays in Honor of Lloyd S. Shapley. (Szerk.), Cambridge University Press
- 1990. Two-Sided Matching: A Study in Game-Theoretic Modeling and Analysis. Marilda Sotomayorrel közösen. Cambridge University Press
- 1995. Handbook of Experimental Economics. J. H. Kagellel közösen. Princeton University Press
- 2001. Game Theory in the Tradition of Bob Wilson. Bengt Holmstrommel és Paul Milgrommal közösen

## Szakmai sikerek
- Az American Academy of Arts and Sciences tagja.
- A National Bureau of Economic Research tagja
- Az Econometric Society tagja
- Sloan Fellowship és Guggenheim Fellowship kitüntetett
- 2012. október 15-én Stockholmban a Svéd Királyi Tudományos Akadémia kihirdette a 2012. évi Közgazdasági Nobel-emlékdíjban részesülő Alvin E. Roth és Lloyd S. Shapley amerikai professzorok nevét, akik a stabil elosztás elméletéről és a piactervezés gyakorlatáról szóló munkásságukért kapták az elismerést.